# Ядерна енергетика Словаччини
Словаччина має п'ять діючих атомних реакторів, із сумарною чистою потужністю 2308 МВт, а шостий з яких незабаром буде введений в дію. 
У 2018 році ядерна енергетика виробила приблизно 55% електроенергії в країні. Із запуском у 2023 році додаткових двох реакторів Словаччина зараз може бути нетто-експортером ядерної електроенергії.

## Перелік реакторів
| Назва     | Блок №. | Реактор | Реактор       | Статус                   | Чиста потужність (MW) | Початок будівництва | Комерційне використання | Закриття       |
| Назва     | Блок №. | Тип     | Модель        | Статус                   | Чиста потужність (MW) | Початок будівництва | Комерційне використання | Закриття       |
| --------- | ------- | ------- | ------------- | ------------------------ | --------------------- | ------------------- | ----------------------- | -------------- |
| Богуниці  | A-1     | HWGCR   | KS 150        | Виведений з експлуатації | 93                    | 1 серпня 1958       | 25 грудня 1972          | 22 лютого 1977 |
| Богуниці  | 1       | PWR     | ВВЕР-440/230  | Відключений              | 408                   | 24 квітня 1972      | 1 квітня 1980           | 31 грудня 2006 |
| Богуниці  | 2       | PWR     | ВВЕР-440/230  | Відключений              | 408                   | 24 квітня 1972      | 1 січня 1981            | 31 грудня 2008 |
| Богуниці  | 3       | PWR     | ВВЕР-440/213  | Функціонує               | 472                   | 1 грудня 1976       | 14 лютого 1985          | ( 2045)        |
| Богуниці  | 4       | PWR     | ВВЕР-440/213  | Функціонує               | 471                   | 1 грудня 1976       | 18 грудня 1985          | ( 2045)        |
| Богуниці  | 5       | PWR     | AP1000        | Заплановано              | 1117                  |                     |                         |                |
| Моховці   | 1       | PWR     | ВВЕР-440/213  | Функціонує               | 436                   | 13 жовтня 1983      | 29 жовтня 1998          | ( 2058)        |
| Моховці   | 2       | PWR     | ВВЕР-440/213  | Функціонує               | 436                   | 13 жовтня 1983      | 11 квітня 2000          | ( 2060)        |
| Моховці   | 3       | PWR     | ВВЕР-440/213+ | Функціонує               | 440                   | 27 січня 1987       | 17 жовтня 2023          |                |
| Моховці   | 4       | PWR     | ВВЕР-440/213+ | Будується                | 440                   | 27 січня 1987       |                         |                |
| Кецеровці | 1       | PWR     | ВВЕР-1000/320 | Не будувався             | 950                   |                     |                         |                |
| Кецеровці | 2       | PWR     | ВВЕР-1000/320 | Не будувався             | 950                   |                     |                         |                |
| Кецеровці | 3       | PWR     | ВВЕР-1000/320 | Не будувався             | 950                   |                     |                         |                |
| Кецеровці | 4       | PWR     | ВВЕР-1000/320 | Не будувався             | 950                   |                     |                         |                |

Два реактори В-213, розроблені Атоменергопроектом і побудовані компанією Skoda на заводі Богуниці V2. Будівництво енергоблоків V2 почалося в 1976 році і введено в експлуатацію в 1984 і 1985 роках, кожен з яких забезпечує 466 МВт.
У 1982 році компанія Skoda розпочала будівництво двох блоків запланованої чотириблокової атомної електростанції Моховце з використанням реакторних установок ВВЕР-440 В-213, які були введені в експлуатацію між 1998 і 1999 роками. Спочатку 405 МВт, вони були модернізовані в 2008 році до 438 MWe.
Уряд Словаччини був прихильний розвитку атомної енергетики, і в 1987 році в Моховцях почалося будівництво двох нових реакторів, але були призупинені в 1992 році. Проект відновлено в 2009 році.
Два нових реактори в Моховце мають чисту електричну потужність 440 МВт кожен. Enel, італійська енергетична компанія та мажоритарний акціонер словацької енергетичної компанії спочатку планувала інвестиції в розмірі 1,6 мільярда євро для завершення 3-го та 4-го блоків атомної електростанції Моховці до 2011–2012 років. У січні 2006 року уряд Словаччини схвалив нову енергетичну стратегію, яка включає ці плани, з підвищенням потужності на блоках 1 і 2 АЕС Моховці, а також на блоках 3 і 4 атомної електростанції Богуниці.
Mochovce-3 запрацював у січні 2023 року. Mochovce-4 має бути наступним протягом року.
Розглядається можливість будвництва на майданчику поблизу Кецеровців.

### Майбутній розвиток
У лютому 2023 року було подано пропозицію щодо дозволу на будівництво блоку № 5 на Богуниці.
У липні 2023 року було підписано угоду з компанією Westinghouse про потенційне розміщення її AP1000 і малих модульних реакторів AP300 у Словаччині.

## Реактори деактивовані та виведені з експлуатації
Вимкнено три реактори.
- 110 МВт реактор Bohunice A1 російської розробки, побудований компанією Skoda, завершений у 1972 році та працював до 1977 року, коли його закрили через аварію, що сталася під час перезаправки.[6]
- Два реактори ВВЕР-440 В-230 на заводі Богуниці V1, поставлені Атоменергоекспортом Росії та Skoda, завершені в 1978 і 1980 роках, закриті в 2006 і 2008 роках.[6]

Перед вступом до Європейського Союзу Словаччині довелося закрити два своїх старіших реактори на Богуницях, оскільки вони не відповідали європейським стандартам безпеки. Незважаючи на те, що Словаччина докладала значних зусиль для досягнення стандартів ВАО АЕС, ЄС наполягав на зупинках. Перший реактор закрився 31 грудня 2006 року, а другий – 31 грудня 2008 року. Закриття цих блоків перед завершенням будівництва двох нових реакторів призвело до того, що країні не вистачало електроенергії, і Словаччина стала імпортером енергії після закриття першого реактору. У межах ЄС Словаччина є однією з проядерних країн Вишеградської групи.
На Богуниці вимкнено два реактори електростанції V1. Загальна вартість виведення з експлуатації та демонтажу Bohunice V1 до 2025 року оцінюється в 1,14 мільярда євро.
3 червня 2020 року перший корпус реактора зняли з Богуниці V1. Це перше завершене виведення з експлуатації установки ВВЕР 440. Процес було завершено на тлі правил охорони здоров’я та безпеки, які діють для запобігання поширенню коронавірусу.

## Паливний цикл
У серпні 2023 року Словаччина підписала угоду про отримання ядерного палива від американської компанії Westinghouse як крок до відмови від російського джерела палива. У липні 2024 року словацька компанія Slovenské elektrárne підписала контракт із Framatome на закупівлю французького ядерного палива для атомних станцій радянського дизайну з реакторами ВВЕР-440. Перші постачання очікують у 2027 році.
Framatome спочатку буде виробляти паливні збірки, ідентичні російським. Паралельно французька компанія займається розробкою та сертифікацією палива для ВВЕР-440 і ВВЕР-1000 власної розробки. У червні Framatome отримала грант від Євросоюзу на розробку європейського паливного рішення для реакторів ВВЕР.

## Утилізація відходів
Радіоактивні відходи в Словаччині захоронюються без переробки. Відпрацьоване паливо залишається на майданчику реактора; проте частина ВЯП була вивезена до Росії. Словаччина також почала пошуки сховища високоактивних відходів і створила фонд із приблизно 775 мільйонами євро для його будівництва.

## Зовнішні посилання
- Nuclear Power in Slovakia // World Nuclear Association